# Буссолено
Буссолено (італ. Bussoleno, п'єм. Bussolin) — муніципалітет в Італії, у регіоні П'ємонт, метрополійне місто Турин.
Буссолено розташоване на відстані близько 570 км на північний захід від Рима, 45 км на захід від Турина.
Населення — 6136 осіб (2014).
Щорічний фестиваль відбувається 15 серпня. Покровителька — Богородиця Небовзята.

## Демографія
Населення за роками:

Станом на 1 січня 2023 року в муніципалітеті офіційно проживало 412 іноземців з 41 країни, серед них 125 громадян країн Євросоюзу та 4 громадяни України.

## Сусідні муніципалітети
- К'янокко
- Маттіє
- Момпантеро
- Рур
- Сан-Джоріо-ді-Суза
- Суза
- Уссельйо